# Asten (plaats)
Asten (uitspraakⓘ) (Brabants: Ááste) is de hoofdplaats  van de gelijknamige gemeente, in de Nederlandse provincie Noord-Brabant. Op 22 november 2024 had de gemeente Asten, bestaande uit Asten, Heusden en Ommel, 17.302 inwoners, waarvan 13.635 in de plaats Asten.

## Etymologie
De afleiding van de naam 'Asten' uit 'Aa-steen' ('stenen huis aan de Aa') is vermoedelijk een vorm van volksetymologie. De naam is waarschijnlijk ouder dan de periode waarin in deze contreien in steen werd gebouwd. De oudste schrijfwijze is bovendien soms ook Hastene of Hastenen, waarbij de h-klank moeilijk verenigbaar is met een verband met de waternaam Aa.
Men denkt ook aan het Germaanse astana* 'nederzetting bij de ovens'. Kiliaan (1599) duidt ast als 'oven van een smidse' en men heeft erop gewezen dat in Asten tot in recente tijd ijzeroer is gewonnen. 
Anderen gaan uit van een afleiding van asta-* 'tak', maar ook 'esdoorn', dat men wil terugvinden in Astnide*, de 9e-eeuwse naam van Essen (Dld), op te vatten als een afleiding van astan* met het verzamelsuffix -iþi* in de betekenis 'plaats waar esdoorns staan'. De gangbare verklaring voor de Duitse plaatsnaam knoopt echter aan bij het eerder genoemde ast 'oven'.
In 2012 komt na onderzoek een nieuwe verklaring voor de naam boven drijven. De naam Asten komt mogelijk voort uit het woord Asnoth, wat bebouwde grond betekent. Heusden komt van Hosdinium, verpachte hoeve.
Toponymici zijn er dus vooralsnog niet in geslaagd de plaatsnaam deugdelijk te verklaren.

## Geschiedenis
In 2010 zijn tijdens archeologische opgravingen resten gevonden van een tubulus, een buis die in de Romeinse Tijd gebruikt werd om muren te verwarmen. Daarnaast ook andere resten van Romeins aardewerk. De vondsten zouden er op kunnen duiden dat te Asten een Romeinse villa stond, een stenen woning die zich duidelijk moet hebben onderscheiden van de lemen woningen van de inheemse bewoners van het gebied.
De naam Asten verscheen voor het eerst in oorkonden uit 1202 en 1212, die zich bevinden te Namen, respectievelijk 's-Hertogenbosch. In 1212 was de kerk van Asten, volgens de oorkonde, bezit van de Abdij van Floreffe, dezelfde abdij die de priorij van Postel heeft gesticht. Er was toen ook sprake van een "steenen huysinge", maar het gebied was al vele jaren eerder bewoond. Het lag op een zandrug langs de Aa, die bescherming bood tegen overstromingen en waarop ook een weg kon worden aangelegd. Omdat Asten de eerste plaats was aan de rand van de Peel, werden hier reparatiewerkplaatsen voor wagens, kroegen en herbergen opgericht ten behoeve van reizigers en peelwerkers. Hieruit kwam ook een aanzienlijke handelsactiviteit voort.
Het steen ontwikkelde zich geleidelijk tot Kasteel Asten, de zetel van de Heren en Vrouwen van Asten en er was toen ook een parochie. De eerst bekende pastoor was Gerardus van Binderen, die van 1274 tot 1301 pastoor was van Asten en Lierop. De plaats van de eerste kerk van Asten is onbekend. Op het tegenwoordige Koningsplein stond de voormalige gotische kruiskerk, die in 1478 gereed kwam en een 13e-eeuwse toren bezat. Rond 1595 werden er onder invloed van kasteelheer Bernard van Merode heksenprocessen gehouden met de waterproef waarop veel kritiek kwam. 
In 1648 kwam de kruiskerk in handen van de protestanten en bleef dat tot 1798, waarna ze op het eind van de 19e eeuw werd gesloopt. In 1672 bouwden de katholieken een schuurkerk. In 1883 werd het decanaat Asten gevormd, waaronder de parochies van Asten, Deurne en Someren vallen. In 1967 werd te Asten een tweede parochie opgericht, de Heilige Jozefparochie. In 1972 werd de Heilige Jozefkerk aan de Lienderweg geopend, maar in 2006 werd de parochie opgeheven, de kerk gesloten en de Angelusparochie opgericht, waarin de twee Astense parochies en de parochie van Heusden zijn opgegaan.
Van groot economisch belang was de aanleg van de Zuid-Willemsvaart dat in 1826 werd geopend. In 1828 startte Antoon Bluijssen (1782-1853) een bedrijf dat tot grote bloei kwam onder zijn zoon Jan Bluijssen (1821-1897). De firma A. Bluijssen en zonen deed in textiel, boter en margarine waarvoor de fabrieken in het hart van Asten gebouwd werden. Later is er door Willem Bluijssen (1860-1907), zoon van Jan, een winkelketen opgezet die tussen 1891 en 1899 expandeerde tot 144 winkels in Nederland, België, Engeland en Schotland. En dan was er nog het landgoed Bluijssens Broek met een grote vooraanstaande boerderij. In 1907 gaat het bedrijf ten onder: 400 werknemers werkloos, waarvan 100 in Asten. De Bluijssens verdwijnen uit Asten. In de jaren 1970 zijn de fabrieksgebouwen afgebroken, de villa's zijn behouden gebleven. Monseigneur Jan Bluyssen (1926-2013) is de bekendste telg van deze familie.

## Bezienswaardigheden
- Het Kasteel Asten werd voor het eerst vermeld in 1399 als 't Huys tot Asten. Dit bestond oorspronkelijk uit een paar hoeven die in het bezit waren van de heerlijkheid Asten, maar het werd al spoedig uitgebreid tot een volwaardig versterkt kasteel en, omstreeks 1600, tot een Renaissancekasteel. Ook werd een poortgebouw opgericht. Dit alles gebeurde in opdracht van de uitzonderlijk wrede Bernard van Merode. In de 18e eeuw raakte het kasteel in verval, omdat de Hollandse regenten vaak afwezig waren. Dit verval zette door in de 19e eeuw, maar baron Clemens van Hövell tot Westerflier heeft het kasteel in de 20e eeuw hersteld. In 1944 werd het alsnog deels verwoest door een Duitse granaat. De douairière verkocht het kasteel in 1981 aan de Stichting Behoud Kasteelerfgoed Asten, die voor het verdere beheer zorg zou dragen.
- De Heilige Maria Presentatiekerk is een neogotische kerk uit 1899. De architect van deze kerk was Caspar Franssen. Tijdens de bouw was de parochie in geldnood, maar dankzij schenkingen, waaronder een grotere torenhaan door de aannemer C. Mestrum, kwam toch een kerk tot stand, die is gelegen op de plaats van het oude gemeentehuis. De kerk heeft een toren van 75 m hoogte, die een carillon van 57 klokken bevat, die gegoten zijn door de plaatselijke klokkengieterij Eijsbouts. De zandstenen ingangspartij stelt onder meer de geschiedenis van Maria Presentatie voor. Naast tal van neogotische kunstvoorwerpen bevat de kerk ook een kostbare staakmadonna uit 1775 en een beeld van de heilige Apollonia uit 1525, en een calvariegroep uit 1480. Het orgel stamt uit 1909 en is vervaardigd door de Gebroeders Franssen te Roermond.
- De Hervormde kerk is een eenvoudige zaalkerk uit 1825, die een eikenhouten preekstoel uit 1649 bezit. Een deel van de muur naast deze kerk is afkomstig van de voormalige katholieke schuurkerk. Het voormalige domineeshuis naast de kerk is het oudste huis van Asten, en is nog voornamelijk in de oorspronkelijke staat.
- De Sint-Jozefkerk
- De Standerdmolen De Oostenwind. Van deze korenmolen is de ouderdom onbekend, maar in de molen is het jaartal 1506 aangebracht. Bouwkenmerken doen een 18e-eeuwse constructie vermoeden. Volgens documenten uit 1419 en 1425 moet er op dezelfde plaats al een molen hebben gestaan. Tot 1953 behoorde de molen toe aan de heren van Asten. Vanaf 1716 was het een banmolen. In 1961 werd ze gerestaureerd en in 1970 door brandstichting zwaar beschadigd. Sedert 1975 is ze weer hersteld, waarbij ze op een kunstmatige heuvel werd gezet en daarbij 9 meter verplaatst. De naam 'De Oostenwind' stamt uit 2006, daarvoor had ze geen naam, maar werd ze aangeduid als 'De oude molen' of 'De molen van Stekelenburg'.
- De Friese klokkenstoel uit 1982 in de tuin van het Nationaal Beiaard- en Natuurmuseum is een replica van de klokkenstoel op de begraafplaats van Legemeer.
- Villa uit 1850 van de familie Bluyssen, een plaatselijke fabrikantenfamilie. Deze villa heeft een neorenaissance erker uit 1904 met jugendstilmotieven.
- Het 'Sint-Jozefkapelletje' aan het Sint-Jozefplein uit 1953, gebouwd door terugkerende evacués, uit dankbaarheid dat hun wijk na de Tweede Wereldoorlog nog intact was.
- Grieks-orthodox klooster Geboorte van de Moeder Gods.

## Musea
Asten telt een bijzonder museum: het Museum Klok & Peel. Zoals de naam doet vermoeden heeft het museum twee collecties. Een beiaardcollectie en een natuurhistorische collectie. Deze laatste collectie heeft vooral betrekking op het natuurgebied de Peel. Het geheel vernieuwde en gerenoveerde museum werd op 24 april 2012 geopend door toenmalig koningin Beatrix.
- De Natuurhistorische collectie geeft informatie over de natuur en het landschap van de Peel. Het bevat collecties opgezette zoogdieren en vogels, en ook de biologie van reptielen, amfibieën en vissen wordt uiteengezet. Van belang is ook een collectie fossielen uit het boven-mioceen. Deze zijn afkomstig uit Liessel en uit Antwerpen. Sinds 2009 is in het museum een compleet mammoetskelet te zien.

Er is ook een museumtuin, waarin onder meer aandacht aan de vochtige en zure biotoop wordt besteed, zoals die voorkomt in de Peel, maar ook in andere delen van de wereld. De Amerikaanse hondsvis (Umbra pygmaea) is de enige vissoort die in een dergelijk milieu kan overleven. In de tuin kunnen kinderen muziek maken door middel van het springcarillion. Die bestaat uit  negen tegels waar op gesprongen kan worden en waarna klokken klinken.
- De Nationale Beiaardcollectie richt zich op klokken en beiaarden, bellen en uurwerken. Gezien de aanwezigheid van klokkengieterij Eijsbouts in Asten is het museum op een logische locatie gelegen. De collectie toont de fabricage en de geschiedenis van alles wat met klokken te maken heeft, en er bestaat ook de mogelijkheid om diverse klokkenspelen te bespelen, waardoor ook de rijke klankwereld van klokken en bellen kan worden ervaren. Er is onder meer een astronomisch uurwerk te zien, alsmede een nagebouwde 18e-eeuwse klokkengieterij.

Voorts moet worden vermeld:
- Jan Paagman Sterrenwacht waar ook exposities en lezingen worden gehouden, en waarin tevens het Pieterse Planetarium te bewonderen is.

## Economie
- Asten is bekend van Klokkengieterij Eijsbouts, van waaruit tevens het initiatief tot het Nationaal Beiaardmuseum is gekomen. Dit heeft mede het toerisme naar Asten gestimuleerd.
- Tal van andere industriële bedrijven zijn in Asten gevestigd, zoals op het terrein van de voedingsmiddelenindustrie, huisdiervoeder, metaalnijverheid, machinebouw, beton, glas, kunststoffen, meubelen en kleding.

## Geboren
- Henricus den Dubbelden (1769-1851), apostolisch vicaris
- Driekske van Bussel (1868-1951), handboogschutter
- Gerard Panhuysen (1903-1991), archivaris en historicus
- Gerard Peijnenburg (1919-2000), politicus
- Pieter Geenen (1955), striptekenaar
- Piet Raijmakers (1956), springruiter
- Nance Coolen (1973), zangeres en tv-presentatrice
- Bart Claessen (1980), dj en producer onder de artiestennaam Barthezz
- Jimmy Rosenberg (1980), zigeunerjazz-gitarist

## Externe bron
- Toine Maas (red.): Geschiedenis van de heerlijkheid Asten, 1994. Asten: Stichting Geschiedschrijving Asten.

Dorpen: Asten · Heusden · Ommel

Buurtschappen: Achterbosch · Achterste Diesdonk · Behelp · Bussel · De Beek · De Berken · Dijk · Laarbroek · Oostappen · Rinkveld · Stegen · Voordeldonk · Voorste Diesdonk · Voorste-Heusden · Vosselen

Noord-Brabant: Steden en dorpen      Nederland: Provincies · Gemeenten